# Plogoff
Plogoff (Plougoñ in Breton) là một xã của tỉnh Finistère, thuộc vùng Bretagne, miền tây bắc Pháp.

## Dân số
Người dân ở Plogoff được gọi là Plogoffistes.